# Поморийски солници
Поморийските солници са открити солници за добив на сол, съществуващи от V век пр.н.е. Технологията за добиване на сол е запазена до X век. Тя е ползвана още през античността в Анхиало. От Поморийските солници се добива сол до 1951 г., като за извозването на солта е построена нарочна железопътна линия Бургас – Поморие. 
Поморийските солници са част от Музеят на солта в град Поморие. Той е един от стоте национални туристически обекта в България и е създаден през 2002 г. Това е и единственият специализиран Музей на солта в Източна Европа.